# Guerra de anchos en Erie

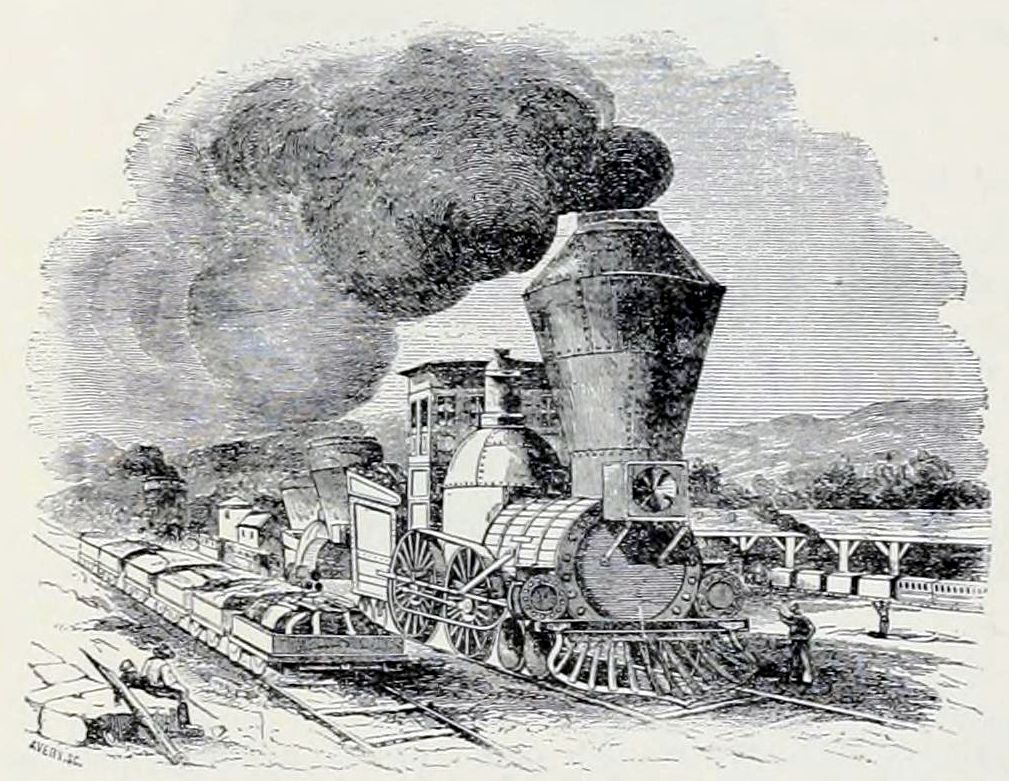
Locomotora de vapor del Erie (1846)

La guerra de anchos en Erie (también conocida como guerra del ferrocarril de Erie y como guerra del maní) fue un conflicto entre los ciudadanos de Erie (Pensilvania) y dos compañías ferroviarias que acometieron la estandarización del ancho de sus vías entre Erie y la frontera de New York. Comenzó el 7 de diciembre de 1853 y finalizó el 1 de febrero de 1854, y estuvo motivado por la reacción de los comerciantes locales ante la pérdida de clientela que iban a sufrir sus negocios una vez que se suprimieran los obligados transbordos de viajeros entre trenes cuando se unificase el ancho de vía.  

## Trasfondo
En 1849, el Ferrocarril de Erie y del Noreste comenzó a tender vías con un ancho de 6 pies (1829 mm) hacia el este, desde Erie hasta la frontera entre Nueva York y Pensilvania, a unas 20 millas (32,2 km) de distancia. Al mismo tiempo, la Compañía del Canal Franklin estaba trazando una vía hacia el oeste desde Erie hasta la frontera entre Ohio y Pensilvania y el Ferrocarril de Búfalo y la Línea Estatal estaba construyendo una línea ferroviaria desde Búfalo hasta la frontera entre Pensilvania y Nueva York. Ambas estaban construidas con el ancho de vía de Ohio, de 4 pies 10 plg (1473 mm). El 23 de noviembre de 1852, el primer tren salió de Erie hacia Ashtabula (Ohio), y el 19 de enero de 1852, el primer tren procedente de la frontera del estado de Nueva York llegó a Erie. Un pasajero que viajase entre Buffalo y Cleveland se veía obligado a cambiar de tren dos veces: una en Erie y otra en la frontera entre Pensilvania y Nueva York, debido a los diferentes anchos de vía. Los trenes estaban programados para conectarse, pero los retrasos no eran infrecuentes, lo que provocaba la pérdida de numerosas conexiones. De hecho, muchos pasajeros descubrían inesperadamente que tenían que pasar una noche en Erie antes de continuar al día siguiente.
Los ciudadanos de Erie se beneficiaron de ser un "lugar de parada obligado", ya que ganaban mucho dinero con la transferencia de carga de un tren a otro y con los pasajeros que compraban comida en los restaurantes de Erie o a los vendedores ambulantes (lo que lleva a que a veces se haga referencia al conflicto en tono despectivo como la "guerra del maní", dado que los vendedores de maní de Erie supuestamente serían los más afectados por la falta de pasajeros). Además, los viajeros afectados por los retrasos en su mayoría se alojaban en hoteles de Erie.
Los propietarios del Ferrocarril de Búfalo y la Línea Estatal pudieron adquirir 2⁄3 de las acciones del Ferrocarril de Erie y del Noroeste, y el 16 de noviembre de 1853 anunciaron la conversión del ancho de las vías de 6 pies (1829 mm) entre Erie y la frontera de Nueva York, que pasarían a disponerse con el ancho de Ohio para dar continuidad a la red ferroviaria. Sin embargo, cuatro meses antes, para tratar de evitar el cambio, el concejo municipal de Erie había promulgado una ordenanza local prohibiendo que la nueva vía cruzara las calles de la ciudad. El 26 de noviembre de 1853, se volvió a convocar el consejo cuando se encontraron traviesas en preparación para el cambio de ancho. El consejo aprobó una ordenanza que permitía al alcalde llamar a la policía de la ciudad para arrancar cualquiera de las vías del tren que cruzara las calles de la ciudad, con el fin de "preservar el ancho de vía actual".

## Conflicto
El 7 de diciembre de 1853, después de tomar juramento a 150 "agentes de policía especiales", el alcalde Alfred King condujo a la policía al puente ferroviario que cruza las calles State y French y, donde los ingenieros habían marcado los límites de las calles en los puentes, se procedió a cortar las vías. Esa noche, a 7 millas (11,3 km) de allí, en el pueblo de Harborcreek, sus ciudadanos decidieron aprobar sus propias ordenanzas y también procedieron a arrancar las vías. A pesar de ello, tres días después se completaron las vías del nuevo ancho hasta los límites de la ciudad, pero esa misma noche la gente de Harborcreek volvió a arrancar las vías, derribó un puente e incluso levantó un paso a nivel. El ferrocarril obtuvo una medida cautelar del Tribunal de Circuito de los Estados Unidos en Pittsburgh y se envió un alguacil a Harborcreek. Al llegar al pueblo, entregó el documento a uno de los agentes de la corporación local, mostrándole el gran sello de los Estados Unidos con el que estaba marcado. El agente arrojó el documento al suelo de inmediato, lo pisoteó con el talón y le dijo al alguacil que la marca de su bota era "el sello de Harborcreek".
El incidente más grave se produjo el 27 de diciembre de 1853, cuando una multitud de personas que destruían las vías detuvo un tren donde viajaban agentes de seguridad y trabajadores de la nueva línea en las afueras de Harborcreek. Uno de los agentes disparó a uno de los hombres de la multitud y lo dejó inconsciente. La multitud, que creía que el hombre estaba muerto, persiguió al agente hasta el tren. Después de que dos o tres de los perseguidores entraran a la fuerza en el tren, este dio marcha atrás y "se dirigió a toda velocidad hacia la línea estatal". Una vez que cruzó la frontera, el tren se detuvo y los polizones de Harborcreek fueron enviados de regreso a Pensilvania.
Finalmente, el 1 de febrero de 1854, la compañía del ferrocarril pudo hacer pasar un tren por Erie por la nueva vía sin cambios de ancho. Pero los disturbios civiles continuaron durante años. Se produjeron agresiones entre personas de la ciudad, el edificio del periódico local fue derribado y las ruinas quemadas, y los miembros de la iglesia presbiteriana se dividieron en dos facciones. El asunto causó tal resentimiento que la gente evitó comentarlo durante años para evitar iniciar discusiones.

## Reacciones
El gobernador de Pensilvania William Bigler simpatizó con Erie diciendo: "Pensilvania tiene la clave de este importante vínculo de conexión entre el Este y el Oeste, y digo sin vacilar que donde no se debe violar ningún principio de amistad o de comercio, es el derecho y el deber del Estado convertir sus ventajas naturales en la promoción de las opiniones y el bienestar de su propio pueblo”.
Aunque el gobernador y el estado de Pensilvania estuvieron de acuerdo con los objetivos de Erie, la gente de otros estados criticó a Pensilvania por su "egoísmo". El miembro de la Cámara de Representantes de Ohio, Edward Wade, sugirió que se cambiara el apodo de Pensilvania a "Estado Shylock" porque "exigía una 'libra de carne' de todos los que pasaban por sus fronteras".
El 26 de diciembre de 1853, Horace Greeley, editor del New York Tribune, que viajaba a través de Erie en su camino a Chicago, tuvo que trasladarse de Harborcreek a Erie en un trineo abierto "a través de una tormenta cortante de viento, nieve y aguanieve". La mayoría de la gente tuvo que caminar la brecha de siete millas de vías todavía sin modificar, incluso en pleno invierno "con vientos helados que azotaban el lago Erie... Muchos tenían los pies, las manos y la cara congelados. Un hombre murió congelado... Viajeros amargados tropezaban por la nieve a pie, arrastrando su equipaje con ellos siempre que era humanamente posible, en lugar de comprar algo en Erie". Greeley tenía previsto dar una conferencia en Adrian (Míchigan) ese mismo día "pero eso no pudo ser, porque el Reino de Erie lo prohibió".

## Resolución
En enero de 1854, con la derogación del Compromiso de Misuri por la Ley de Kansas-Nebraska, la guerra de anchos de Erie dejó de llamar la atención.
El 28 de enero, la Asamblea General de Pensilvania derogó la legislación que mantenía "la ruptura en Erie", anulando la carta de la Compañía del Canal Franklin. El gobernador Bigler nombró al futuro gobernador William F. Packer como superintendente estatal y tomó personalmente el control de la Compañía del Canal Franklin. Todos los puentes y vías del Ferrocarril de Erie y del Noroeste se reconstruyeron el 1 de febrero, y sus trenes volvieron a funcionar con normalidad.
Aunque la guerra del ancho de vía terminó en gran parte en febrero de 1854, las interrupciones continuaron irregularmente hasta 1856. A mediados de enero de 1855, una turba en Harborcreek arrancó la vía del Ferrocarril de Erie y del Noroeste y destruyó dos puentes. El estado envió a la policía y el daño a la propiedad terminó de inmediato. Los puentes se reconstruyeron rápidamente días después y se volvió a colocar la vía.